# Kelly Groucutt
Kelly Groucutt (8 de setembro de 1945 - 19 de fevereiro de 2009), nascido Michael William Groucutt, foi um músico Inglês que ficou conhecido por ser o baixista da banda Electric Light Orchestra, entre 1974 e 1983. Ele nasceu em Coseley, West Midlands.

## Início da Carreira
Kelly Groucutt começou sua carreira musical aos 15 anos no Rikki Storm of Rikki Tempestade and the Falcons. Ele passou a cantar com roupas diferentes durante os anos 60, pegando o violão. Groucutt também era membro de uma banda chamada "Sight and Sound" (Um colega da Sight and Sound, era o baixista Rick Price (1970), Electric Light Orchestra envolvidos inicialmente com algumas faixas mais cedo.), depois com uma banda chamada "Barefoot".

## Electric Light Orchestra
Foi enquanto tocava na banda Barefoot, em Birmingham, que foi descoberto pelo vocalista do ELO, Jeff Lynne, e por seus companheiros Bev Bevan e Richard Tandy, sendo convidado a participar da ELO, para substituir Mike de Albuquerque, que recentemente  havia deixado a banda. Ao entrar, ele foi imediatamente convidado a adaptar um nome artístico porque ELO já tinha tido vários membros chamado Michael, Mike ou Mik, ele escolheu Kelly como um apelido da escola. ELO, em seguida, partiu em sua turnê Eldorado.
Ele logo se estabeleceu como um dos favoritos dos fãs, assumindo os vocais em algumas músicas, assim como ganhou um grande relacionamento com o público ao vivo. Seu distintivo de voz também pode ser ouvido melhor sobre músicas ELO mais tarde como "Nightrider" (1975), "Poker" (1975), "Above the Clouds" (1976), "Sweet Is the Night" (1977), "Across the Border" (1977) e "The Diary of Horace Wimp" (1979). Enquanto ele não realizou os vocais operísticos no estúdio, muitas vezes exibi seus talentos vocais, replicando-os durante as performances ao vivo de "Rockaria!" (1976).
O primeiro álbum de Electric Light Orchestra com Kelly no baixo e como suporte vocalista era no álbum Face The Music (1975)
Ele continuou a contribuir nos álbuns seguintes em "A New World Record" (1976), Out of the Blue (1977), Discovery (1979), Xanadu (1980) e Time (1981).
Em 1982 ele lançou seu auto-intitulado, álbum solo, Kelly. Este álbum contou com Integrantes da ELO Bev Bevan, Richard Tandy, Mik Kaminski e seu co-arranjador e maestro Louis Clark. Em 2001, este álbum foi remasterizado para CD.
Groucutt permaneceu com ELO até o início das sessões de gravação de 1983 do álbum Secret Messages. Foi neste momento que ele deixou a banda, descontente com os pagamentos, e tomou a decisão de processar o gestão e líder da banda, Jeff Lynne. Um acordo para a soma de £ 300 000 foi alcançado fora do tribunal antes do processo. Ele é creditado com tocando baixo em Secret Messages, embora tenha sido afirmado por uma fonte oficial de que ele só tocou em quatro canções.
Ele participou de alguns dos muitos grupos de imitações do ELO: OrKestra, ELO Part II, e Orchestra. Ele viajou o mundo com a Orchestra (ex-membros do ELO e ELO Part II).

## Vida Pessoal
Em 2006 Groucutt se casou com sua segunda esposa, muito tempo com a namorada Anna-Maria Bialaga. Ele tem quatro filhos e dois netos. Groucutt morreu na tarde de 19 de fevereiro de 2009, na sequência de um ataque cardíaco sofrido na noite anterior.